# Review 2014 – Außenpolitik Weiter Denken
Review 2014 – Außenpolitik Weiter Denken war ein Projekt des deutschen Auswärtigen Amtes zur Außenpolitik der Bundesrepublik Deutschland vom 25. Februar 2014 bis zum 25. Februar 2015.
Es bestand aus der Website review2014.de mit Expertenbeiträgen zur Frage „Was, wenn überhaupt, ist falsch an der deutschen Außenpolitik? Was müsste geändert werden?“ und einer Veranstaltungsreihe mit öffentlichen Diskussionen zu diesem Thema. Die Auftaktveranstaltung der Konferenz am 20. Mai 2014, „Was erwartet die Welt von Deutschland?“, wurde von Deutsche Welle TV live übertragen. Bundesaußenminister Frank-Walter Steinmeier präsentierte im Februar 2015 die Ergebnisse des Review-Prozesses.

## Hintergrund
Bei seinem Amtsantritt im Dezember 2013 hatte Außenminister Steinmeier das Ziel für „Review 2014 – Außenpolitik Weiter Denken“ formuliert: Eine „Selbstverständigung über die Perspektiven deutscher Außenpolitik“, im Wege eines „Dialogs des Auswärtigen Amtes mit den wichtigsten außen und sicherheitspolitischen Stakeholdern unter Einbeschluss der Zivilgesellschaft“.
```
„Krise – Ordnung – Europa“: Unter diesem Titel steht der Abschlussbericht des zwölfmonatigen Projekts „Review 2014 – Außenpolitik Weiter Denken“. Außenminister Frank-Walter Steinmeier stellte ihn am 25. Februar 2015 dem Deutschen Bundestag und der Öffentlichkeit vor. Der Abschlussbericht schildert in Schlaglichtern die Erfahrungen während der drei Phasen des „Review“-Prozesses: Der Diskussion mit in- und ausländischen Experten, der öffentlichen Debatte in Deutschland mit über 60 öffentlichen Bürgergesprächen, Podiumsdiskussionen, Konferenzen, Workshops und Simulationen sowie der Diskussion mit Mitarbeiterinnen und Mitarbeitern des Auswärtigen Amts
[
2
]
.
```

Die Begriffe „Krise – Ordnung – Europa“ beschreiben Herausforderungen und Spannungsfeld deutscher Außenpolitik: Krisenprävention, Krisenbewältigung und Krisennachsorge, die gestaltende Mitarbeit an Elementen einer neuen globalen Ordnung und eine noch konsequentere europäische Einbettung der deutschen Außenpolitik.
Der Bericht bekräftigt die Grundkonstanten der deutschen Außenpolitik. Zugleich formuliert er den Anspruch, „früher, entschiedener und substantieller“ zu handeln. Die Umsetzung soll binnen 18 Monaten stattfinden.

## Liste der Beitragenden auf der Website
- Michael Ignatieff, kanadischer Historiker, Schriftsteller und ehemaliger Politiker
- Heinrich August Winkler, Historiker
- Markus Kerber, Hauptgeschäftsführer des Bundesverbandes der Deutschen Industrie
- Carlos Ivan Simonsen Leal, Getulio Vargas Foundation, Graduate School of Economics in Rio de Janeiro
- Arnd Henze, Fernsehkorrespondent der ARD
- Abdulaziz Sager, Vorsitzender des Gulf Research Center
- Soledad Loaeza, Professorin für Politikwissenschaft
- Hanns Maull, Professor für Außenpolitik und internationale Beziehungen, Stiftung Wissenschaft und Politik
- Constanze Stelzenmüller, German Marshall Fund
- Sverre Lodgaard, Norwegisches Institut für Internationale Beziehungen
- Tobias Basuki, Zentrum für Strategische und Internationale Studien
- Loukas Tsoukalis, Hellenische Stiftung für Europäische und Auswärtige Politik
- Jean-Marie Guéhenno, Zentrum für Internationale Konfliktregulierung an der Columbia University
- Wolf Lepenies, Wissenschaftskolleg zu Berlin, Stiftungsrat der Kulturstiftung des Bundes
- Reiner Hoffmann, Deutscher Gewerkschaftsbund
- Zhou Hong, Institut für Europastudien an der Chinesischen Akademie für Sozialwissenschaften
- Elizabeth Sidiropoulos, Südafrikanisches Institut für Internationale Beziehungen
- Dirk Messner, Deutsches Institut für Entwicklungspolitik
- Adekeye Adebajo, Zentrum für Konfliktlösung in Kapstadt
- Pawel Swieboda, demosEUROPA – Zentrum für Europäische Strategie
- Schimon Stein, ehemaliger israelischer Botschafter in Deutschland
- Davood Moradian, Afghanisches Instituts für Strategische Studien
- Almut Wieland-Karimi, Zentrum für Internationale Friedenseinsätze
- Jan Melissen, Clingendael Institut für Internationale Beziehungen in Den Haag
- Anne-Marie Le Gloannec, Zentrum für Internationale Studien in Paris
- Anne-Marie Slaughter, Princeton University, ehemalige Leiterin des Planungsstabs im US-Außenministerium
- Charles Grant, Zentrum für Europäische Reform
- Louise Arbour, International Crisis Group, ehemalige Hohe Kommissarin der Vereinten Nationen für Menschenrechte
- Daniela Schwarzer, German Marshall Fund
- Timothy Garton Ash, Professor für Europastudien an der Universität Oxford
- Jan Techau, Carnegie Europa
- Herfried Münkler, Professor für Politische Theorie
- Feng Zhongping, China Institute of Contemporary International Relations
- Fuat Keyman, Istanbul Policy Center und Professor für Internationale Beziehungen an der Sabanci Universität
- Lawrence Freedman, King’s College London
- Kofi Annan, ehemaliger Generalsekretär der Vereinten Nationen
- Volker Perthes, Stiftung Wissenschaft und Politik
- Wolfgang Schwarz, Chefredakteur der Zeitschrift "Das Blättchen"
- John J. Mearsheimer, Universität von Chicago
- Eberhard Sandschneider, Deutsche Gesellschaft für Auswärtige Politik
- James Shikwati, Interregionales Wirtschaftsnetzwerk
- Dmitri Trenin, Moskauer Carnegie-Zentrum
- François Godement, Asien-Zentrum in Paris
- Brahma Chellaney, Centre for Policy Research in Neu-Delhi
- Joachim Krause, Institut für Sicherheitspolitik an der Christian-Albrechts-Universität zu Kiel
- Harald Müller, Hessische Stiftung für Friedens- und Konfliktforschung
- Nathalie Tocci, Institut für Internationale Beziehungen in Rom
- Kishore Mahbubani, Professor für Politikwissenschaft an der Nationaluniversität Singapur
- Robert Kappel, Leibniz-Institut für Globale und Regionale Studien in Hamburg
- Thomas Risse, Freie Universität Berlin
- Sebastian Heilmann, Mercator Institut für China-Studien
- Michael Wolffsohn, Historiker und Publizist